# 小行星2883
小行星2883（2883 Barabashov）是一颗绕太阳运转的小行星，为主小行星带小行星。该小行星于1978年9月13日发现。
該小行星以蘇聯天文學家尼古拉·巴拉巴紹夫命名。

## 轨道参数
小行星2883的轨道半长轴为2.2453919 UA，离心率为0.082。